# Colostygia suplata
Colostygia suplata là một loài bướm đêm trong họ Geometridae.